# Розважин
Розважин (пол. Rozwarzyn, нім. Kirchberg) — село в Польщі, у гміні Накло-над-Нотецем Накельського повіту Куявсько-Поморського воєводства.
Населення — 232 особи (2011).
У 1975-1998 роках село належало до Бидгощського воєводства.

## Демографія
Демографічна структура станом на 31 березня 2011 року:
|          | Загалом | Допрацездатний вік | Працездатний вік | Постпрацездатний вік |
| -------- | ------- | ------------------ | ---------------- | -------------------- |
| Чоловіки | 114     | 23                 | 83               | 8                    |
| Жінки    | 118     | 35                 | 69               | 14                   |
| Разом    | 232     | 58                 | 152              | 22                   |